# Januari 2022
Dit artikel geeft een chronologisch overzicht van de belangrijkste gebeurtenissen per dag in de maand januari van het jaar 2022.

## Gebeurtenissen

### 1 januari
- Bij de Vaishno Devi-tempel in de Indiase regio Kasjmir vallen 12 doden doordat er paniek uitbreekt. Zeker 15 andere mensen raken gewond.[1]

### 3 januari
- Peter Wright wordt wereldkampioen darts door in de finale van het PDC World Darts Championship  met 7-5 in sets te winnen van Michael Smith.[2]

### 5 januari
- In Kazachstan vinden grote demonstraties plaats na de sterke stijging van de prijs van lpg. De regering van Kazachstan besluit hierop af te treden.[3] (Lees verder)

### 6 januari
- In de Kazachse stad Almaty vallen (volgens berichten van onder meer TASS) tientallen doden bij confrontaties tussen demonstranten en veiligheidstroepen.[4] (Lees verder)

### 10 januari
- Het kabinet-Rutte IV wordt beëdigd op Paleis Noordeinde.[5]
- In Genève beginnen de Verenigde Staten en Rusland aan een overleg over de situatie in Oekraïne. Onder meer de onderministers van Buitenlandse Zaken Wendy Sherman (VS) en Sergei Rjabkov (Rusland) zijn aanwezig.[6]
- Artsen van de Universiteit van Maryland, Baltimore zijn erin geslaagd om succesvol een donorhart uit een varken te transplanteren naar de mens. De xenotransplantatie zelf vond plaats op vrijdag 7 januari.[7]

### 14 januari
- Verschillende websites van de Oekraïense regering worden lamgelegd door een hack. Rusland wordt ervan verdacht achter de cyberaanval te zitten.[8]

### 15 januari
- Het vulkanische eiland Hunga Tonga-Hunga Ha'apai explodeert.[9] De explosie veroorzaakt een tsunami die schade aanricht in onder meer Nieuw-Zeeland, Japan, de VS en Peru.[10]

### 16 januari
- In een synagoge in een voorstad van de Amerikaanse stad Dallas vindt een gijzeling plaats. De gijzelnemer, een Brits-Pakistaanse vrouw, wordt na tien uur gedood.[11] De Britse politie arresteert in het onderzoek naar de gijzeling twee tieners.[12]

### 17 januari
- Noord-Korea voert volgens de Japanse kustwacht voor de vierde keer sinds de jaarwisseling een projectiel af. Mogelijk gaat het om een ballistische raket.[13]
- Door een vermoedelijke drone-aanval in Abu Dhabi vallen zeker drie doden en zes gewonden. Houthi's eisen de aanval op.[14]

### 20 januari
- Het Nederlandse online consumentenprogramma BOOS publiceert een video waarin diverse medewerkers van de tv-programma's The voice of Holland en The Voice Kids worden beschuldigd van seksueel grensoverschrijdend gedrag.[15] (Lees verder)
- In de Ghanese plaats Apiate (regio Western) vallen zeker 13 doden en ca. 200 gewonden als een vrachtwagen vol explosieven ontploft. De vrachtwagen was daarvoor in botsing gekomen met een motorfiets.[16] Wikinieuws

### 21 januari
- Bij een bombardement op een gevangenis in Sa'dah vallen volgens een gezondheidsminister zeker 70 doden. De aanval maakt deel uit van een reeks luchtaanvallen door de Saoedische coalitie in het noorden van Jemen, dat overwegend door Houthi's wordt gecontroleerd.[17](Lees verder), (Lees verder)

### 23 januari
- De Iraniër Hossein Vafaei wint de Snooker Shoot-Out door in de finale met 71-0 te winnen van Welshman Mark Williams.[18]

### 24 januari
- In Burkina Faso valt het regime van president Roch Marc Christian Kaboré na een militaire staatsgreep. De groepering Patriottische Beweging voor Bescherming en Herstel onder leiding van luitenant-kolonel Paul-Henri Sandaogo Damiba neemt de macht over.[19] Wikinieuws

### 29 januari
- Duizenden Canadese truckers komen aan in Ottawa, om te protesteren tegen het coronabeleid van premier Justin Trudeau. Laatstgenoemde verlaat uit veiligheidsoverwegingen samen met zijn gezin de hoofdstad. Het zogeheten Freedom Convoy begon vanuit Brits-Columbia en werd onderweg enthousiast onthaald.[20]

### 30 januari
- Snookerspeler Zhao Xintong zegeviert op de German Masters door Yan Bingtao te verslaan met 9-0.[21]
- Darter Joe Cullen weet zijn eerste majortitel te bemachtigen door Dave Chisnall met 11-9 in legs te verslaan in de finale van The Masters.[22]

## Overleden
<< · januari · februari · maart · april · mei · juni · juli · augustus · september · oktober · november · december · >>